# شاتو سيدان
شاتو سيدان هي قلعة تقع في بلدة سيدان، فرنسا.